# Astragalus flabellatus
Astragalus flabellatus är en ärtväxtart som beskrevs av Dieter Podlech. Astragalus flabellatus ingår i släktet vedlar, och familjen ärtväxter. Inga underarter finns listade i Catalogue of Life.